# Осада Касимова (1609)
Осада Касимова — эпизод Смутного времени, в ходе которого войска Василия Шуйского под командованием Андрея Алябьева предприняли попытку осадить столицу Касимовского ханства в периоде с мая по июня 1609 года. В конечном итоге русское войско было разбито касимовскими татарами.

## Предыстория
Касимовский царь во время начала Смуты не был однозначен в выборе стороны, он лавировал между Шуйским и Лжедмитрием II, но в 1608 году Ураз-Мухаммед решил избрать сторону Лжедмитрия II.
В след за этим последовал торжественный прием Ураз-Мухаммеда в селе Тушино, на аудиенции у Дмитрия 31 декабря целовал руку самозванца, а так же обменялся с ним подарками, царь в 1609 году со своими татарами принял участие в вылазке под Москвой. В марте 1609 года Лжедмитрий II пожаловал сыну Ураз-Мухаммеда Мухаммед-Мурада Юрьевым-Польским «посадом, и тамгою, и кобаки и всякими доходы, што преж сего бывало за Кайбулою царевичем», но фактически владелец уезда Я. Стравинский не спешил делиться своими доходами, примерно в то же время Ураз-Мухаммеда пожаловали поместьем Иль (Эль)-мирзы Юсупова (Богородинская волость с деревнями) в Романовском уезде. Однако 21 августа дали обратно жалованную грамоту прежнему владельцу.
В мае 1609 года муромский воевода Андрей Алябьев совершил молниеносный рейд из-под Мурома к Касимову. На р. Унжа в 10 верстах от города был дан первый бой, но постепенно он переместился к стенам самого Касимова

## Осада
Осада началась ближе к концу мая 1609 года, стены Касимова обстреливали из фальконетов, даже подожгли дворец касимовского царя. Тогда же скорее всего пострадали и каменые мечеть и минарет, археологические раскопки показали серьезные ремонтные работы проводимые в мечети после окончания Смутного времени.
Город был на грани падения, но спасло его то что из Тушино в срочном порядке перебросили местных татар, Алябьев в свою же очередь в спешке пошел к Нижнему Новгороду. В дневнике Я. Сапеги есть запись за 4 июня «…Алябьева, воеводу муромского, который пошел с несколькими тысячами войска и с пушками к Касимову, желая его разрушить или заставить Шуйскому крест целовать, люди царя Касимовского наголову разбили, и он, лишившись войска и пушек, едва впятером ушел с поля боя в Муром».

## Итог
Воеводе так и не удалось овладеть столицей Касимовского ханства, в виду того что в спешном порядке к Ураз-Мухаммеду прибыли войска татар из Тушино. В дальнейшем они совместно с касимовскими татарами сняли осаду Касимова и воевода в спешном порядке ушел с поля боя в Муром.